# Base navale de Flensbourg-Mürwik
 (décembre 2023).
Si vous disposez d'ouvrages ou d'articles de référence ou si vous connaissez des sites web de qualité traitant du thème abordé ici, merci de compléter l'article en donnant les références utiles à sa vérifiabilité et en les liant à la section « Notes et références ».
En pratique : Quelles sources sont attendues ? Comment ajouter mes sources ?
La base navale de Flensbourg-Mürwik est devenue le quartier résidentiel de Mürwik, un quartier de Flensbourg, autrefois presque identique à la base navale de Flensbourg.
Après la fin de la guerre froide, la base navale ferme et seules deux écoles de la Bundeswehr restent, de sorte qu'une grande partie du quartier est désormais habitée par des civils.

## Histoire
Le noyau du quartier de Mürwik se situe dans la zone du quartier de la ville. La base qui lui donne aujourd'hui son nom est issue de la station de torpilles de la marine impériale située dans la baie de Mürwik, construite en 1901-1902 et qui se développe structurellement au-delà des pentes du fjord au cours des décennies suivantes jusque dans les années 1930. Peu de temps après sa destruction, le Blücher stationne de manière permanente en 1902 après avoir régulièrement visité le fjord de Flensbourg pour des exercices de tirs de torpille. Cependant, sa chaudière explose en novembre 1907. 16 personnes meurent dans cet accident. L'académie navale de Mürwik est fondée en 1910. Environ 4 000 soldats sont alors présents à Mürwik.
De 1925 à 1928, la Marinesiedlung sur la Kelmstraße et le Parkhof est construite comme espace de vie pour les officiers et sous-officiers. Après l’arrivée au pouvoir des nazis en 1933, le nombre de candidats officiers croît considérablement. Trois camps de casernes sont construits comme logements temporaires pour accueillir le nombre croissant de stagiaires, y compris le camp au toit clos, qui est encore conservé aujourd'hui. Entre 1933 et 1939, de nombreux bâtiments supplémentaires sont construits pour l'école des torpilleurs et des communications. En 1936-1937, les bâtiments scolaires de l'école des sports marins sont construits, à l'est de l'école navale. Au même moment, en 1937, la Marine-Reitschule est construite près de Twedter Mark. En 1939, plus de 10 000 soldats sont parfois stationnés à la base. Des mesures sont prises pour accroître les capacités et renforcer les capacités de défense.
À la fin de la Seconde Guerre mondiale, des unités sont transférées à la base dans le cadre de la retraite, par exemple l'Inspection de l'armement I de Königsberg et le Service de renseignement naval. La zone spéciale de Mürwik, créée début mai 1945 et dans laquelle se trouve le siège provisoire du dernier gouvernement du Troisième Reich (à proximité de l'école des sports marins), s'étend au-delà de la base.
Après la Seconde Guerre mondiale, les bâtiments sont utilisés à diverses fins, comme école des douanes, comme logement pour les réfugiés et comme caserne pour les soldats britanniques et norvégiens. L'hôpital de la Marine de Flensbourg-Mürwik, construit parallèlement à la construction de l'école navale, continue à être utilisé comme hôpital. Aux abords de l'école navale se trouve la piscine extérieure, utilisée par la population de Flensbourg. Elle est démolie peu après 1965 en raison de son mauvais état. Auparavant, en 1963, la piscine municipale couverte fut ouverte dans le Bahnhofsviertel, dans la partie sud de la ville. De 1950 à 1956, une grande partie de l'école navale abrite l'école des douanes de Flensbourg, créée en 1938. En 1956, la Marine a à nouveau besoin du bâtiment et l'école des douanes quitte Flensbourg. La frontière interallemande est devenue plus importante et la guerre froide commence.
Avec la création de la Bundesmarine dans les années 1950, l'utilisation largement militaire des unités de construction recommence. À cette époque, l'école des télécommunications navales est créée dans les bâtiments de l'école des communications au-dessus du fjord, dans la Mürwiker Straße. Les installations portuaires sur l'eau sont à nouveau utilisées à des fins militaires. Cette zone inférieure (aujourd'hui Sonwik) n'a pas de nom particulier et s'appelle donc uniquement la base navale de Mürwik, bien que ce terme désigne en réalité la zone entière.
En juin 1955, la Marinefernmeldestab 70 est localisée dans une zone proche de Twedter Mark, qui avait un autre emplacement près de Tremmerup. Le 1er octobre 1957, le Kommando der Schnellboote (KdoS) est définitivement installé à la base de Flensbourg. Le quartier général se trouve au Mürwiker Straße 183–185. La grande unité est dirigée par un capitaine de vaisseau. En 1994, la Schnellbootflottille est transférée à la base navale de Warnemünde, puis dissoute. Le 3. Schnellbootgeschwader est également basé à Flensbourg en 1957 et dissous après la fin de la guerre froide dans les années 1990. En outre, en 1956, le 1. Minensuchgeschwader est implanté à Flensbourg et subordonné à la flottille des forces antimines de la base navale d'Olpenitz. Dans les années 1990, cet escadron est déplacé puis dissous. En 1962, l'escadre de pose de mines (MLG) est créé à Flensburg, puis dissous dix ans plus tard. De la flottille de destroyers subordonnée à Wilhelmshaven, la 3e escadre de destroyers est stationnée à Flensbourg de 1960 à 1967. Elle est ensuite transférée à Kiel et dissoute en 1981. Faisant également partie de la flottille de destroyers, l'escadre de service de la flotte est à la base en 1968. Elle est dissoute au début des années 1990.
En 1971, la maison des officiers de la rue Swinemünder 9 est construite comme établissement de soins pour la base. De 1980 à 1983, la Maison des soldats de Flensbourg-Mürwik, aujourd'hui OASE-Treffpunkt Mürwik, est construite au pied du Finisberg, en bordure du Volkspark, près de Kielseng, pour s'occuper des soldats du base. Les auberges de la maison des soldats et de la maison des officiers de la Swinemünder Straße existent encore aujourd'hui. En 1985, le manège, qui n'avait été utilisé à des fins civiles qu'après 1945, est démoli. La conversion de la base commence peu de temps après. En 1998, le port naval est abandonné par la Bundeswehr.
Au début du nouveau millénaire, les bâtiments du port naval, dont le pont du Wurtemberg et le pont Blücher, sont reconstruits. Le quartier portuaire de Sonwik avec sa marina est créé. La périphérie de la base sur la Mürwiker Strasse et la Fördestrasse est aménagée à des fins civiles. Le bunker des troupes de la Mürwiker Straße, datant de la Seconde Guerre mondiale, est rénové en 2009 et reçoit un penthouse sur le toit. Le bâtiment adjacent du quartier général de la Schnellbootflottille est transformé pour un usage civil. La petite caserne du Versorgungskommando 600, située au 13 de la Swinemünder Straße, composée de quatre bâtiments, évacuée en juin 1994, est démolie en 2011. Le bâtiment du quartier général des approvisionnements, construit en 1943, est démoli. La ville justifie la démolition en affirmant que le monument culturel ne figurait pas en termes d'urbanisme et n'avait donc pas d'influence sur le paysage urbain. Un centre pour personnes âgées comprenant 80 unités résidentielles de la Croix-Rouge allemande est construit sur la zone dégagée. Le bâtiment de 1965, qui n'avait pas été démoli au départ et servait à l'origine de logement à l'équipage, devait être agrandi en maison de service du complexe de la Croix-Rouge selon les plans originaux. Il est finalement démoli pour agrandir le complexe résidentiel. Le complexe résidentiel voisin Parkhof, construit dans les années 1920 pour le personnel naval, et d'autres bâtiments à la périphérie de la base servent également aujourd'hui à des fins civiles. La proportion de la population civile augmente à la suite de la conversion.
À la suite de la conversion, la base militaire est réduite à deux écoles, à savoir l'école navale de Mürwik et l'école de reconnaissance stratégique de la Bundeswehr (initialement une base de l'armée, depuis 2017 le Kommando Cyber- und Informationsraum), créée dans l'ancienne école de renseignement en 2003. Bien que la vallée de l'Osbek se situe entre les deux écoles, les deux zones restent reliées. Le port de plaisance de l'école navale de Mürwik reste avec l'école malgré l'abandon du port naval voisin. Elle possède également le peloton d'état-major de l'école navale de Mürwik, au 18 Fördestrasse. L'église du Christ, qui sert d'église de garnison, se trouve également dans la Fördestrasse, à la limite du quartier. À la limite est du quartier se trouve le centre du quartier de Mürwik, le Twedter Plack. Plus à l'est, à la périphérie de Mürwik, se trouve à Meierwik le Flottenkommando, actuellement en cours de transformation. Avec cela, la base militaire de Flensbourg-Mürwik forme ce que l'on appelle le site de la Bundeswehr Flensbourg-Glücksburg.
Cependant, la conversion n’est pas encore complètement achevée. L’hôpital naval est vide. L'actuel centre médical naval de la Bundeswehr Flensbourg-Mürwik (SanZentrum Flensburg) se situe dans la caserne Tirpitz.
La zone du Fernmeldebereich 91, issue du Marinefernmeldestab 70 en 2002, est de nouveau dissoute le 21 mars 2013. Une grande partie de la zone s'installe à Stadum en tant que nouveau Bataillon Elektronische Kampfführung 911 (EloKaBtl 911). Le terrain situé à l'extrémité est de la base, près de Twedter Mark, doit être remis à l'Agence immobilière fédérale. L'Autorité fédérale des transports automobiles voisine reprend les locaux en tant que succursale.

## Source, notes et références
1. ↑  (de) Uwe Klußmann, « Hitlers allerletztes Aufgebot », sur Der Spiegel, 2020 (consulté le 20 décembre 2023)

- (de) Cet article est partiellement ou en totalité issu de l’article de Wikipédia en allemand intitulé « Stützpunkt Flensburg-Mürwik » (voir la liste des auteurs).